# Бомболоне
Бомболоне (итал. bombolone, мн.ч. bomboloni) — итальянский пончик с начинкой, напоминающий немецкий берлинер. Название выпечки этимологически связано с бомбой, вероятно, из-за сходства с гранатой или старинной бомбой, похожий тип выпечки в некоторых регионах Италии также называется bomba (мн.ч. bombe). Встречается название «фрати» (frati)

## История
В 1908 году во 2-м издании «Современного словаря Альфредо Панзини» (Dizionario moderno di Alfredo Panzini) описывается немецкий крапфен и сообщается, что в Риме подобные фрителлы (оладьи) называются «бомбы», во Флоренции — «бомболони».
Считается, что в тех областях, которые раньше находились под властью Австрии, таких как Трентино-Альто-Адидже, Венето и Фриули-Венеция-Джулия, традиция готовить бомболони произошла от австрийского крапфена (берлинера), а рецепт включает яйца, которых нет в тосканском варианте. Предполагается, что пончик прибыл сначала в Великое герцогство Тосканское со двора Габсбургов-Лотарингцев, правивших Великим Герцогством в XVIII веке. Оттуда он распространился на Эмилию-Романью, а затем, в различных вариациях, и на остальную Италию.

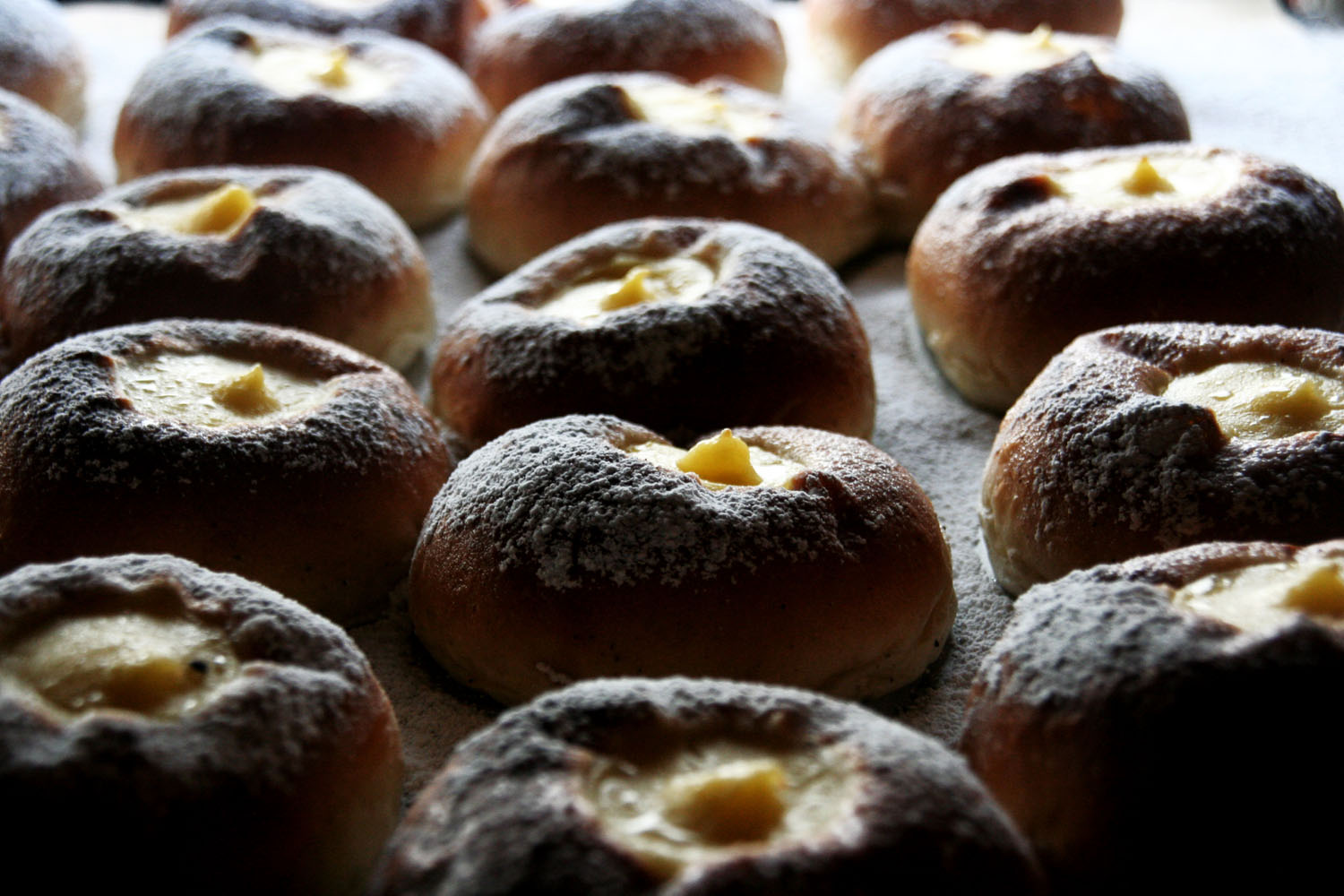
Домашние бомболоне

## Тосканские бомболоне

### Приготовление
Для приготовления тосканских пончиков необходимо замесить дрожжевое тесто, желательно сдобренное небольшим количеством лимонной цедры. После того, как тесто с использованием сала приготовлено, шарикам диаметром около 10 см дают подняться и обжаривают их в кипящем растительном масле. Также можно не жарить, а запекать их (в этом случае пончики будут более мягкими и менее хрустящими). Как только они будут готовы, их посыпают сахарным песком. Во многих районах Тосканы в тесто добавляют картофельного пюре
Бомболоне немного отличаются от пончиков с начинкой в других странах тем, что начинка накладывается сверху, где она иногда видна, а не вводится сбоку.
В отличие от других видов сладкой выпечки, пончик традиционно не едят в конце еды. Вместо этого он типичен для завтрака и перекуса. В купальных заведениях Тосканы его обычно находят свежеприготовленным в середине дня.

### Сравнение с аналогичными сладостями
Между тосканским пончиком и аналогичными сладостями, например, австрийским крапфеном, есть отличия:
- Рецепт тосканского бомболоне не включает яйца;
- в распространенном варианте в тесто добавляют размятый картофель;
- тосканский бомболоне обычно пустой, но его можно наполнить заварным кремом[11], особенно так поступают в Маремме[12] и Сиене ;
- тосканский бомболоне обжаривается в не слишком горячем масле;
- тосканский бомболоне сделан из мягкого и не очень густого теста (pasta vuota), в то время как крапфен или итальянская бомба или другие подобные сладости, такие как североамериканский пончик, имеют очень плотную однородную текстуру (pasta piena).

В Тоскане, особенно на побережье, эти сладости в виде пончиков без начинки называются «монахами» (frati).
Флорентийцы предпочитают горячие бомболони (bomboloni caldi), популярные в пекарне Buscioni, где их подают «прямо из духовки» с начинкой из заварного крема, шоколада или мармелад ..

## Бомболоне из Романьи
В Романье бомболоне очень популярен, имеет некоторые свои особенности. Дрожжевое тесто на масляной основе (не жир/сало) должно сильно набухнуть во время приготовления, оставаясь при этом полым внутри, наполняется заварным кремом, приправленным лимонной цедрой. Посыпается снаружи сахарным песком

## Бомба из Лацио
Основное различие между тосканским пончиком и бомбой Лацио заключается в начинке: в то время как тосканский пончик всегда заполнен тестом, бомба Лацио всегда полая внутри и наполнена заварным кремом или шоколадным кремом.

## В популярной культуре
Сборник итальянской певицы Джанны Наннини 1996 года называется «Bomboloni» и включает песню «Bomboloni» с текстами о горячих пончиках и бомбах. В клипе наряду с костюмированными танцами, показываются круглые чёрные бомбы с взрывателями и множество пончиков, которые едят, бьют бейсбольными битами и бросают.